# Districte de Hyderabad
|  | Per a altres significats, vegeu «Districte d'Hyderabad (Pakistan)». |

El districte de Hyderabad és una divisió administrativa de l'estat d'Andhra Pradesh (Índia) que inclou part de l'àrea metropolitana de la ciutat d'Hyderabad (Índia). La superfície del districte és de 625km². La població estimada és de 5.404.833 habitants El govern correspon a un Collector designat per l'Indian Administrative Service (IAS) i nomenat pel govern de l'estat. El Collector administra el territori en nom de l'estat d'Andhra Pradesh; no hi ha càrrecs electes i el districte no té legislatura (Zilla Parishad) encara que si té representació a l'assemblea de l'estat i a la de l'Índia. Tot el districte forma part de la Greater Hyderabad Municipal Corporation (GHMC) que administra la ciutat.

## Administració
L'administració té les següents funcions:
- Ajuts per al treball, incloent pagament de sous, pensions i altres
- Llicències de casament, registre de casaments, naixements i morts
- Coordinació amb els cossos inferiors com mandals, i amb la GHMC
- Funcions judicials relacionades amb la llei i orde
- Administració de les biblioteques locals i dels museus, i distribució dels fons als llocs d'interès
- Administració de les institucions educatives de l'estat dins el territori del districte (les institucions que no són de l'estat d'Andhra Pradesh les administra el govern de la ciutat)
- Control dels esportistes, veterans, i classes menys afavorides
- Altres.

## Història
El districte existia ja al segle xix, amb major extensió, dins el principat d'Hyderabad. El 1956 va quedar inclòs a Andhra Pradesh, i la superfície fou reduïda per diverses segregacions o modificacions de límits.